# Jean Lafitte
Jean Lafitte (1776 - 1826) foi um pirata e corsário francês que agia no Golfo do México, no início do século XIX. Possivelmente o nome não era o verdadeiro. Era chamado pelos apelidos de "O corsário", "O bucaneiro" e "O terror do Golfo do México". Em 1805 ele operou uma loja em Nova Orleans para ajudar a distribuir mercadorias enviadas por seu irmão, Pierre. Após o governo dos Estados Unidos da América editar uma lei de embargo em 1807, os Lafittes mudaram suas operações para uma ilha na Baía de Barataria.

## Origens
Lafitte era judeu e escreveu que nasceu em Bordeaux, França, no ano de 1780. Em outros documentos, porém, ele e seu irmão Pierre se declararam nascidos em Bayonne, bem como Saint-Malo ou Brest. Segundo o biográfo Jack C. Ramsay, eles faziam isso para escapar da forca, destino dos criminosos americanos capturados. Ramsay especula que Lafitte nasceu no território francês de Santo Domingos.
Em fins do século XVIII, Lafitte teria se estabelecido próximo ao delta do Rio Mississippi, que na época também era propriedade da França. De acordo com Ramsay, Lafitte, seu irmão mais velho Pierre e a mãe viúva foram de Santo Domingos até Nova Orleans, Louisiana nos anos de 1780. Por volta de 1784, a mãe se casou com Pedro Aubry, um mercador de New Orleans; Jean ficou com sua mãe enquanto Pierre cresceu em Louisiana.

## Barataria
Quando jovem, Lafitte se aventurou explorando o sul do território de Nova Orleans e o Golfo do México. Seu irmão operava em Santo Domingos e Jean o ajudava a distribuir as mercadorias no continente. Foi em 1805 que ele cuidou de uma loja e provavelmente de um armazém

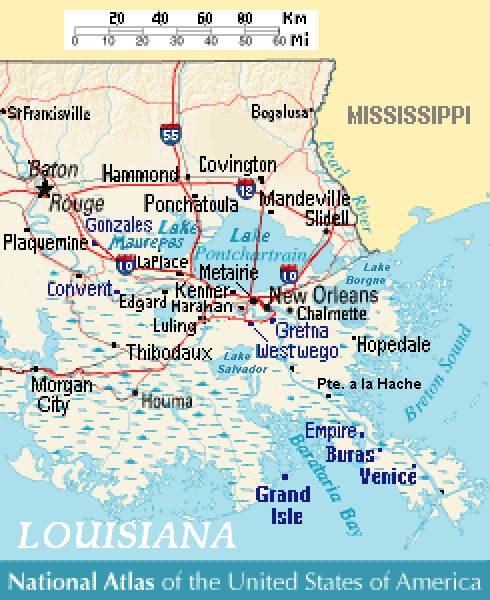
Mapa atual mostra a Baia Barataria, próximo à Ilha Grande.

A Louisiana foi comprada pelos Estados Unidos da América em 1804. Em janeiro de 1808 o governo começou a fiscalizar a aplicação da Lei de Embargo de 1807, impedindo o desembarque de navios vindo de portos estrangeiros Os Lafitte começaram a procurar outros portos para desembarcarem as mercadorias contrabandeadas. Escolheram a ilha em Barataria, que ficava na rota entre as ilhas de Grande Terre e Ilha Grande, na Louisiana Barataria ficava longe da base naval estadunidense mais próxima, com os navios com mercadorias dos irmãos podendo navegar sem o conhecimento dos oficiais.
Pierre veio ao continente e foi para Nova Orleans, tentando aplicar os lucros do negócio na cidade. Em 1813, o governador William C.C. Claiborne nomeou Thomas B. Robertson que queria combater a entrada de mercadorias ilegais. Em Março de 1813 ele denúnciou Lafitte.

## Guerra de 1812
Lafitte algumas vezes foi creditado como aliado dos defensores de Louisiana contra o exército britânico na Guerra de 1812, auxiliando com seus conhecimentos de navegador do Golfo do México.
Lafitte declarou contar com mais de 3.000 homens e provisões para tropas que se preparavam para a Batalha de Nova Orleans, em 1815. Liderados por Andrew Jackson, o ataque britânico foi repelido. O número provavelmente era exagerado mas o efeito positivo nas tropas americanas foi substancial. Lafitte foi recomendado e recrutado para dar suporte aos revoltosos republicanos mexicanos.

## Galveston
Depois de tentar ganhar concessões por sua atuação na guerra, os irmãos Lafitte deixaram Nova Orleans por volta de 1817 e tomaram posse da ilha Galveston (Texas), chamando o lugar de "Campeche". O lugar era usado como base pelo pirata francês Louis-Michel Aury, com uma mansão que era chamada de "Maison Rouge". A construção era fortificada e contava com canhões. Por volta de 1820, Lafitte casou com Madeline Regaud, provável viúva ou filha de um colono francês que morreu durante a ida a Galveston. Uma das "mercadorias" que os irmãos Lafitte negociavam em Galveston eram escravos, e entre seus clientes figurara Jim Bowie.Em 1821, a escuna USS Enterprise (1799) foi enviada para Galveston com a missão de expulsar Lafitte do Golfo, após piratas terem atacado um navio mercante americano. Lafitte concordou em deixar a ilha sem lutar, e em 1821 ou 1822 ele partiu em seu navio a velas, o Pride, além de queimar as fortificações. Os nativos contaram que ele levara consigo um imenso tesouro.
Os Lafittes eram também espiões e, algumas vezes, agiam como agentes duplo. Pierre, em particular, espionou para a Espanha contatando agentes em Cuba e na Louisiana, e teria tentado induzir a Espanha a tomar a ilha de Galveston dos americanos.

## Últimos anos

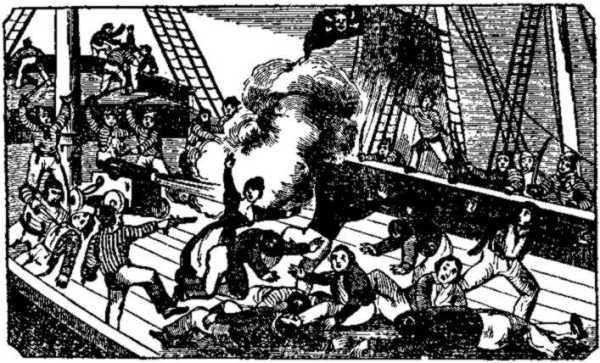
A morte de Jean Lafitte.

Lafitte, já em declínio, se estabeleceu na Ilha Mujeres, na costa de Yucatán. Já tinha a reputação de ladrão e pirata consolidada. Herbert Asbury reconta a morte do pirata em The French Quarter: An Informal History of the New Orleans Underworld. Em 1826, Lafitte teria morrido de febre com a idade de 47 anos, de um ferimento em uma luta contra nativos.

## Cultura Popular
A lenda de Jean Lafitte foi perpetuada por Cecil B. DeMille no filme clássico The Buccaneer e o remake com o mesmo nome de 1958. Lafitte também foi tema de um poema de George Gordon Byron, Lorde Byron.

## Ligações Externas

### Sobre a vida de Lafitte
- «Lafitte, the Louisiana Pirate and Patriot»
- «Jean Lafitte». Capítulo de Yoakum's History of Texas, 1855
- «Pesquise por Real Jean Lafitte»
- «The Legacy of Jean Lafitte in southwest Louisiana»
- «The Jewish pirate»
- «Lafitte's activity in Texas and supposed treasure»